# Arcidiocesi di Mitilene
L'arcidiocesi di Mitilene (in latino: Archidioecesis Mitylenensis) è una sede soppressa e sede titolare della Chiesa cattolica.

## Storia
Mitilene, sull'isola di Lesbo, è un'antica sede episcopale del patriarcato di Costantinopoli. Inizialmente suffraganea dell'arcidiocesi di Rodi, divenne successivamente sede arcivescovile autocefala e poi sede metropolitana. È ancora oggi una metropolia della Chiesa di Grecia con il nome di metropolia di Mitilene, Ereso e Plomari.
In seguito alla quarta crociata (1204), fu eretta un'arcidiocesi di rito latino. Sono noti vescovi latini dagli inizi del XIII alla fine del XV secolo.
Dal XVIII secolo Mitilene è annoverata tra le sedi arcivescovili titolari della Chiesa cattolica, assegnata generalmente, dal 1845, a vescovi portoghesi, in particolare agli arcivescovi ausiliari del patriarcato di Lisbona; la sede è vacante dal 17 ottobre 1981.

## Cronotassi

### Arcivescovi latini
- Giovanni † (circa 1205 - 20 aprile 1240 deceduto)
- Filippo † (11 luglio 1345 - ? deceduto)
- Giovanni, O.P. † (5 dicembre 1353 - ? deceduto)
- Arnaldo di Molendino, O.Carm. † (15 novembre 1375 - ? nominato vescovo Nazarotensis)
- Ludovico de Monari, O.F.M. † (3 luglio 1405 - ?)
- Giovanni de Marra † (? deceduto)
- Angelo Fortis, O.P. † (19 gennaio 1405 - ?)
- Stefano di Firenze † (20 maggio 1412 - 23 dicembre 1429 nominato arcivescovo di Tebe)
- Angelo † (? deceduto)
- Ughetto di Valenza, O.P. † (26 settembre 1431 - ?)
- Doroteo † (1439 - ? deceduto)
- Leonardo di Chio, O.P. † (1º luglio 1444 - ? deceduto)
- Benedetto, O.S.B. † (3 dicembre 1459 - ? deceduto)
- Genesio † (27 maggio 1482 - ?)
- Daniele di Birago † (5 luglio 1489 - 1495 deceduto[1])

### Arcivescovi titolari
- Niccolò Serra † (14 gennaio 1754 - 1º dicembre 1766 nominato cardinale presbitero di Santa Croce in Gerusalemme)
- Patrick Everard † (4 ottobre 1814 - 15 dicembre 1820 succeduto arcivescovo di Cashel)
- Domenico Genovesi † (17 dicembre 1832[2] - 8 gennaio 1835 deceduto)
- Manuel Bento Rodrigues da Silva † (24 novembre 1845 - 15 marzo 1852 nominato arcivescovo, titolo personale, di Coimbra)
- Domingos José de Sousa Magelhães † (7 marzo 1853 - 19 febbraio 1872 deceduto)
- António José de Freitas Honorato † (25 luglio 1873 - 9 agosto 1883 nominato arcivescovo di Braga)
- António Mendes Bello † (24 marzo 1884 - 13 novembre 1884 nominato arcivescovo, titolo personale, di Faro)
- João Rebello Cardoso de Menezes † (13 novembre 1884 - 14 marzo 1887 nominato arcivescovo titolare di Larissa)
- Gaudêncio José Pereira † (14 marzo 1887 - 1º giugno 1888 nominato arcivescovo, titolo personale, di Portalegre)
- Manuel Baptista da Costa (da Cunha) † (1º giugno 1888 - 23 maggio 1899 nominato arcivescovo di Braga)
- Manuel Vieira de Matos † (22 giugno 1899 - 2 aprile 1903 nominato arcivescovo, titolo personale, di Guarda)
- José Alves de Mattos † (25 giugno 1903 - 9 dicembre 1915 nominato arcivescovo titolare di Pessinonte)[3]
- João Evangelista de Lima Vidal † (9 dicembre 1915 - 23 maggio 1923 nominato arcivescovo, titolo personale, di Vila Real)
- António Joaquim Pereira † (18 dicembre 1924 - 1926 dimesso)
- Manuel Gonçalves Cerejeira † (23 marzo 1928 - 18 novembre 1929 nominato patriarca di Lisbona)
- Ernesto Sena de Oliveira † (27 maggio 1931 - 17 giugno 1944 nominato arcivescovo, titolo personale, di Lamego)
- Emanuele Trindade Salgueiro † (14 marzo 1949 - 20 maggio 1955 nominato arcivescovo di Évora)
- Manuel Dos Santos Rocha † (23 marzo 1956 - 14 dicembre 1965 nominato arcivescovo, titolo personale, di Beja)
- António de Castro Xavier Monteiro † (3 febbraio 1966 - 1º luglio 1972 nominato arcivescovo, titolo personale, di Lamego)
- Júlio Tavares Rebimbas † (1º luglio 1972 - 3 novembre 1977 nominato arcivescovo, titolo personale, di Viana do Castelo)
- Maurílio Jorge Quintal de Gouveia † (21 marzo 1978 - 17 ottobre 1981 nominato arcivescovo di Évora)